# フリードリヒ3世 (ブランデンブルク＝バイロイト辺境伯)
フリードリヒ3世・フォン・ブランデンブルク＝バイロイト（Friedrich III. von Brandenburg-Bayreuth、1711年5月10日 - 1763年2月26日）は、フランケン地方バイロイト侯領の辺境伯。ゲオルク・フリードリヒ・カールの子。
啓蒙専制君主であり、人々は彼を"Vielgeliebten"（多く愛された人、敬愛伯）と呼んだ。一般の庶民にも人気があり、当時の尺度において、まさに愛された君主であった。彼は、バイロイト宮廷に学問と芸術をもたらし、多くの建築の施主となった。しかし、そのために財政が大きく傾くことになる。

## 生涯
1731年に同族・ホーエンツォレルン家のプロイセン王女ヴィルヘルミーネ（フリードリヒ大王の姉）と結婚した。この結婚により、娘のエリーザベト・フリーデリケ・ゾフィー（ヴュルテンベルク公カール・オイゲン妃）が生まれた。1758年にヴィルヘルミーネが亡くなった後、ブラウンシュヴァイク＝ヴォルフェンビュッテル公カール1世とヴィルヘルミーネの妹フィリッピーネ・シャルロッテの娘（つまり先妻の姪）ゾフィー・カロリーネ・マリーと再婚したが、彼女との間に子は無かった。
フリードリヒは一般教育や専門教育を享受し、カルヴァン派のジュネーヴ大学で8年間学んだ。

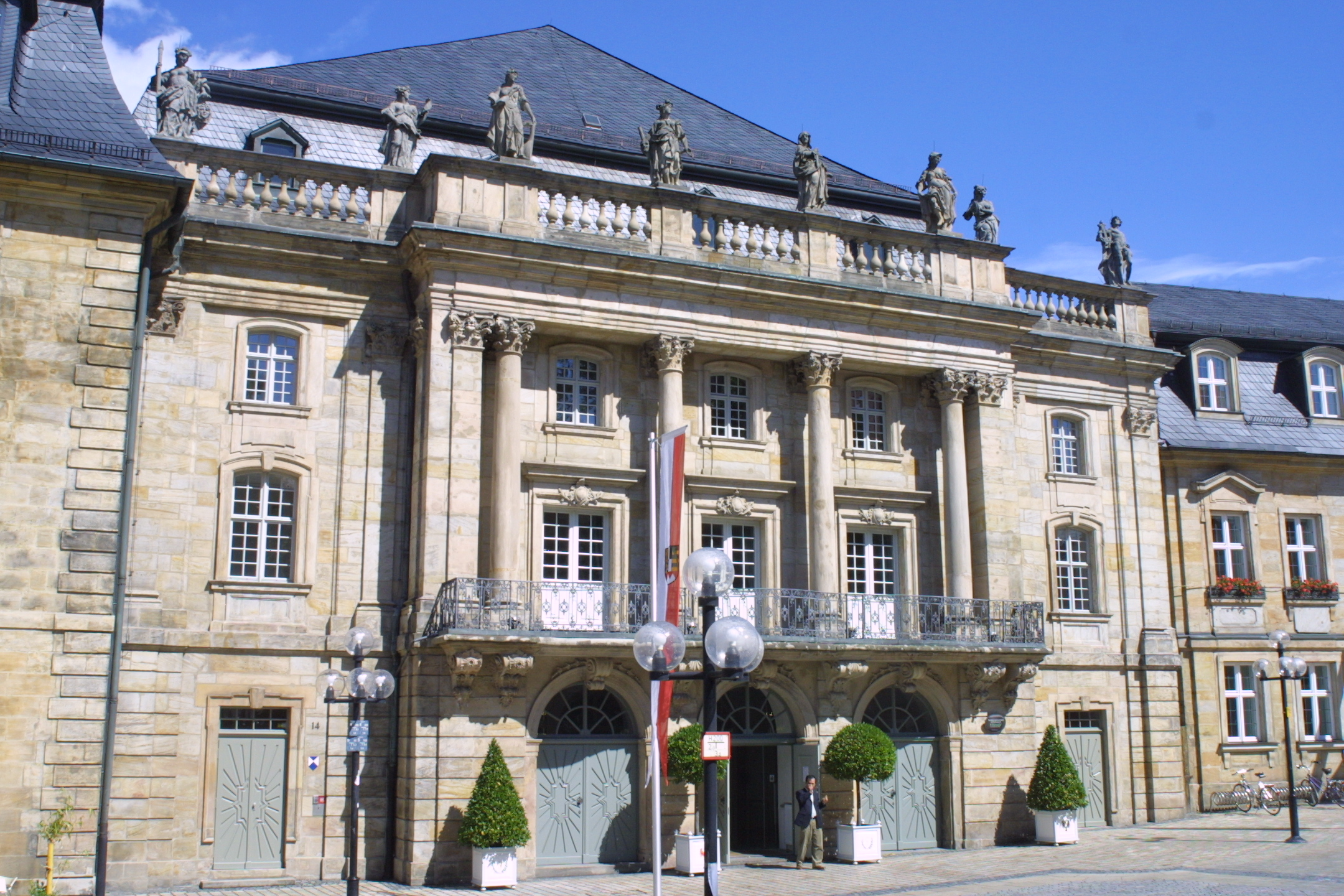
バイロイト辺境伯歌劇場正面

この大変に学識豊かな辺境伯は、芸術や学問に理解を示し、1742年に辺境伯宮廷の官立の大学をバイロイトに創設した。この大学は翌1743年にエアランゲンに移転した。彼はさらに、1756年にバイロイト芸術アカデミーを創設、1744年から1748年にかけて豊かな装飾に彩られたバロック建築のバイロイト辺境伯歌劇場を建設している。この他にも、今に残る多くの建築や施設が建造された。太陽の神殿を持つ新エレミタージュ宮殿の建設を含むエレミタージュの改造および拡張（1749年 - 1753年）、旧宮殿が焼失した後の宮殿庭園付きの新宮殿の建設（1754年）、新宮殿にはヴィルヘルミーネの死後に、いわゆるイタリア館が増築された。
フリードリヒはフランケン帝国クライスの長官であったが、オーストリアとプロイセンの戦いに自国が巻き込まれることがないよう努力し、成功した。七年戦争でもこの姿勢は変わらず、主にヴィルヘルミーネを介して大がかりな調停工作を行い、七年戦争終結のきっかけを作った。終戦直後の1763年に死去したが、前述の通り息子がいなかったため、叔父のフリードリヒ・クリスティアンが次の辺境伯になった。
エアランゲン大学は現在もエアランゲン・ニュルンベルク大学と改名して存続している。この大学の名前の一部「フリードリヒ」は、彼にちなんでいる。